# Trójkąt potrójnie asymptotyczny
Trójkąt potrójnie asymptotyczny – figura utworzona z trzech prostych, z których każde dwie są równoległe do siebie w pewnym kierunku.

## Konstrukcja trójkąta potrójnie asymptotycznego

Konstrukcja Gaussa trójkąta potrójnie asymptotycznego

Można udowodnić, że:
Każda para promieni nierównoległych ma jedną wspólną prostą równoległą.
Wykorzystując to twierdzenie, można skonstruować trójkąt potrójnie asymptotyczny na co najmniej dwa sposoby.
Sposób 1
Niech {\displaystyle AB} i {\displaystyle CD} będą promieniami równoległymi o początkach odpowiednio {\displaystyle A} i {\displaystyle C.} Wtedy promienie uzupełniające {\displaystyle A/B} i {\displaystyle C/D} są nierównoległe, bo odległość między ich punktami rośnie. Dlatego istnieje prosta {\displaystyle p} równoległa zarówno do {\displaystyle A/B,} jak i do {\displaystyle C/D.} Dlatego proste {\displaystyle AB,} {\displaystyle CD} i {\displaystyle p} są parami równoległe, czyli tworzą trójkąt potrójnie asymptotyczny.
Sposób 2 (Gaussa)
Niech {\displaystyle A,} {\displaystyle B} i {\displaystyle C} będą trzema punktami płaszczyzny hiperbolicznej. Wtedy {\displaystyle ABC} jest trójkątem (skończonym). Promienie {\displaystyle A/B,} {\displaystyle C/A} i {\displaystyle B/C} są parami nierównoległe, bo proste {\displaystyle AB,} {\displaystyle CA} i {\displaystyle BC} są nierównoległe. Jeśli:
- prosta {\displaystyle p} jest wspólną prostą równoległą do promieni {\displaystyle A/B} i {\displaystyle C/A,}
- prosta {\displaystyle q} jest wspólną prostą równoległą do promieni {\displaystyle C/A} i {\displaystyle B/C,}
- prosta {\displaystyle r} jest wspólną prostą równoległą do promieni {\displaystyle B/C} i {\displaystyle A/B,}

to proste {\displaystyle p,} {\displaystyle q} i {\displaystyle r} tworzą trójkąt potrójnie asymptotyczny.

## Własności
- Każde dwa trójkąty potrójnie asymptotyczne są przystające.
- Każdy trójkąt potrójnie asymptotyczny ma pole skończone[6].
- Z twierdzenia Bolyai wynika, że wszystkie kąty trójkąta potrójnie asymptotycznego są kątami zerowymi.
- Z twierdzenia Gaussa wynika, że pole {\displaystyle \Delta } dowolnego trójkąta {\displaystyle ABC} o skończonych bokach jest stałą wielokrotnością defektu trójkąta

{\displaystyle \Delta =\mu (\pi -\measuredangle A-\measuredangle B-\measuredangle C).}
Wtedy pole każdego trójkąta potrójnie asymptotycznego jest równe
{\displaystyle \Delta =\mu \cdot \pi .}
- Punkty styczności okręgu wpisanego w trójkąt potrójnie asymptotyczny są wierzchołkami trójkąta równobocznego o boku

{\displaystyle d=4\ln \varphi \approx 1{,}925,}
gdzie {\displaystyle \varphi ={\frac {1+{\sqrt {5}}}{2}}} jest złotym stosunkiem

## Zastosowania w grafice

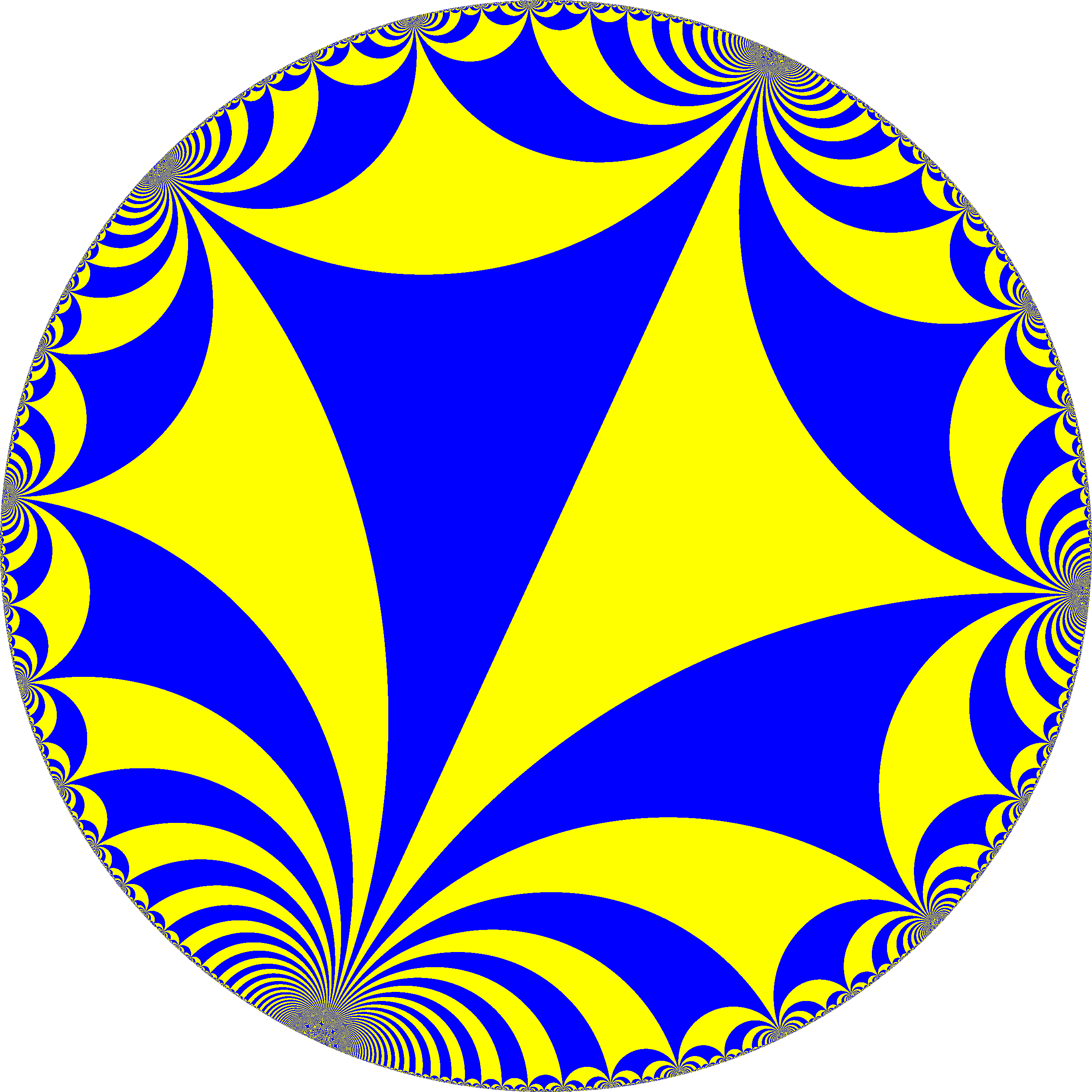
Parkietaż złożony z trójkątów potrójnie asymptotycznych

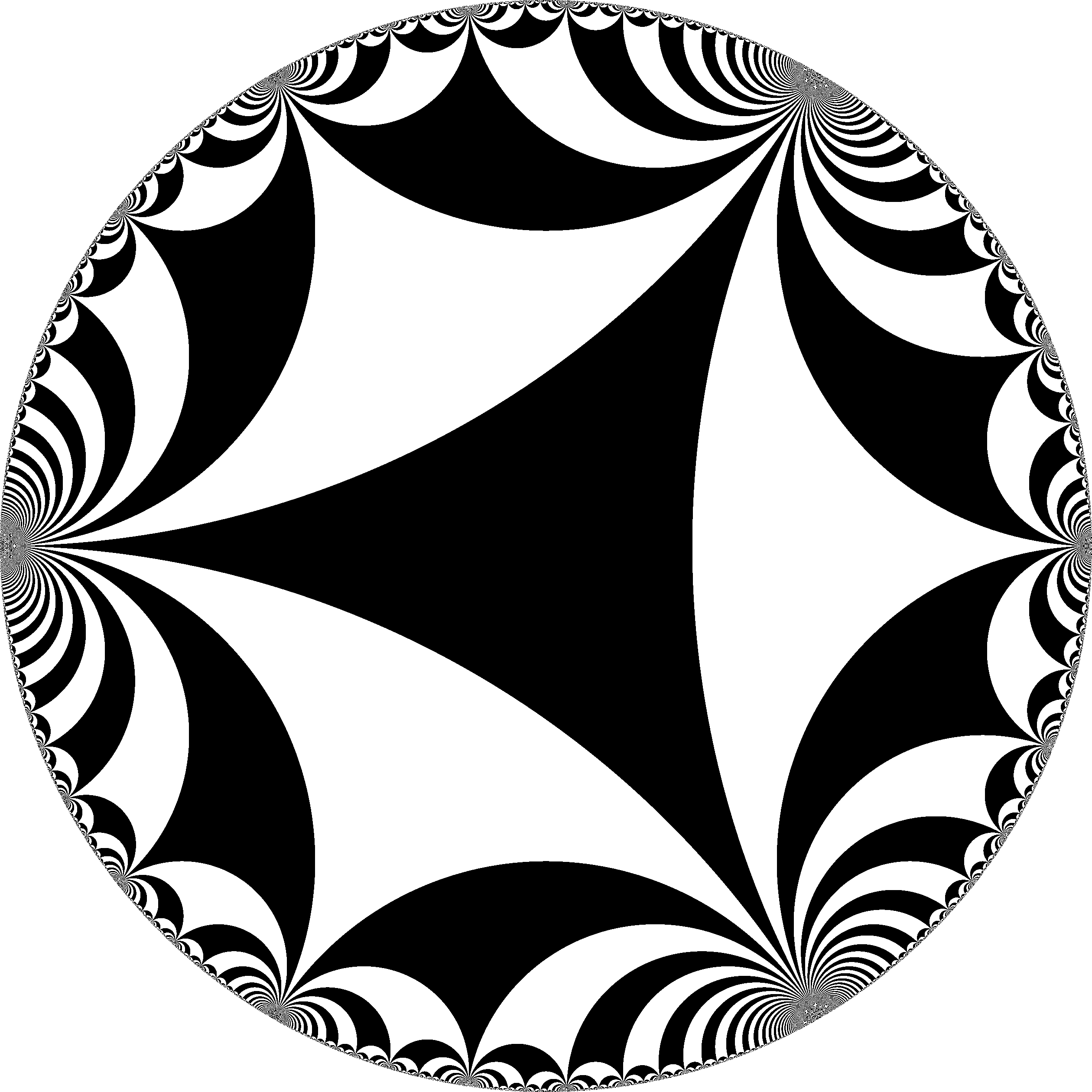
Parkietaż złożony z trójkątów potrójnie asymptotycznych o grupie symetrii trójkąta równobocznego

Podobnie jak trójkąty asymptotyczne i trójkąty podwójnie asymptotyczne trójkąty potrójnie asymptotyczne można wykorzystywać w grafice do tworzenia parkietaży koła.